# Blepharepium cajennensis
Blepharepium cajennensis cunctabundum là một phân loài ruồi trong họ Asilidae. Blepharepium cajennensis cunctabundum được Papavero & Bernardi miêu tả năm 1973. Phân loài này phân bố ở vùng Tân nhiệt đới.